# Eupithecia albigrisata
Eupithecia albigrisata là một loài bướm đêm trong họ Geometridae.